# Bahnhof Nürnberg-Zollhaus
Der Haltepunkt Nürnberg-Zollhaus ist ein stillgelegter Haltepunkt in Nürnberg, liegt an der südlichen Ringbahn und war von 1904 bis 1992 in Betrieb.

## Geschichte

### Eröffnung
Der Bahnhof wurde am 10. Juli 1904 von den Königlich Bayerischen Staatseisenbahnen mit Aufnahme des Personenverkehrs von Nürnberg Hauptbahnhof nach Nürnberg Rangierbahnhof eröffnet. Er befand sich ursprünglich an der heute zugeschütteten Überführung der Klenzestraße (Koordinaten) mitten in der Rangierbahnhof-Siedlung.

### Verlegung
Mit Beginn der Arbeiten für das Reichsparteitagsgelände musste ab 1933 der Verlauf der Ringbahn, deren alte Trasse durch das geplante Deutsche Stadion führte, um 1,6 Kilometer nach Süden verlegt werden. In diesem Zusammenhang wurde auch der Haltepunkt um ca. 170 m Luftlinie nach Südosten an seine heutige Stelle verschoben und 1937 dem Verkehr übergeben. Bei den Reichsparteitagen diente er neben den Bahnhöfen Dutzendteich und Märzfeld (heute Langwasser) dem Antransport der Teilnehmer.

### Stilllegung
Der öffentliche Personenverkehr wurde am 27. September 1987 eingestellt und der Haltepunkt nach Aufgabe des Dienstpersonenverkehrs am 31. Mai 1992 stillgelegt. Der Bahnsteig wurde mittlerweile abgetragen, das Empfangsgebäude diente zwischenzeitlich als Gaststätte und steht heute leer.

## Gebäude

### Beschreibung
Das Empfangsgebäude ist auf dem Mittelbahnsteig angeordnet und von der Brücke der Klenzestraße zugänglich. Mit seiner kubischen, sachlichen Grundform entspricht es den Leitlinien des im Dritten Reich eigentlich verpönten Neuen Bauens. Im Inneren ist die originale Ausstattung noch weitgehend erhalten. Zwischen dem nüchternen Äußeren und dem Wandfresko im Heimatstil ergibt sich eine interessante Spannung. Das Gebäude und die daran anschließende Brücke wurden deshalb 2011 unter Denkmalschutz gestellt.

### Bilder

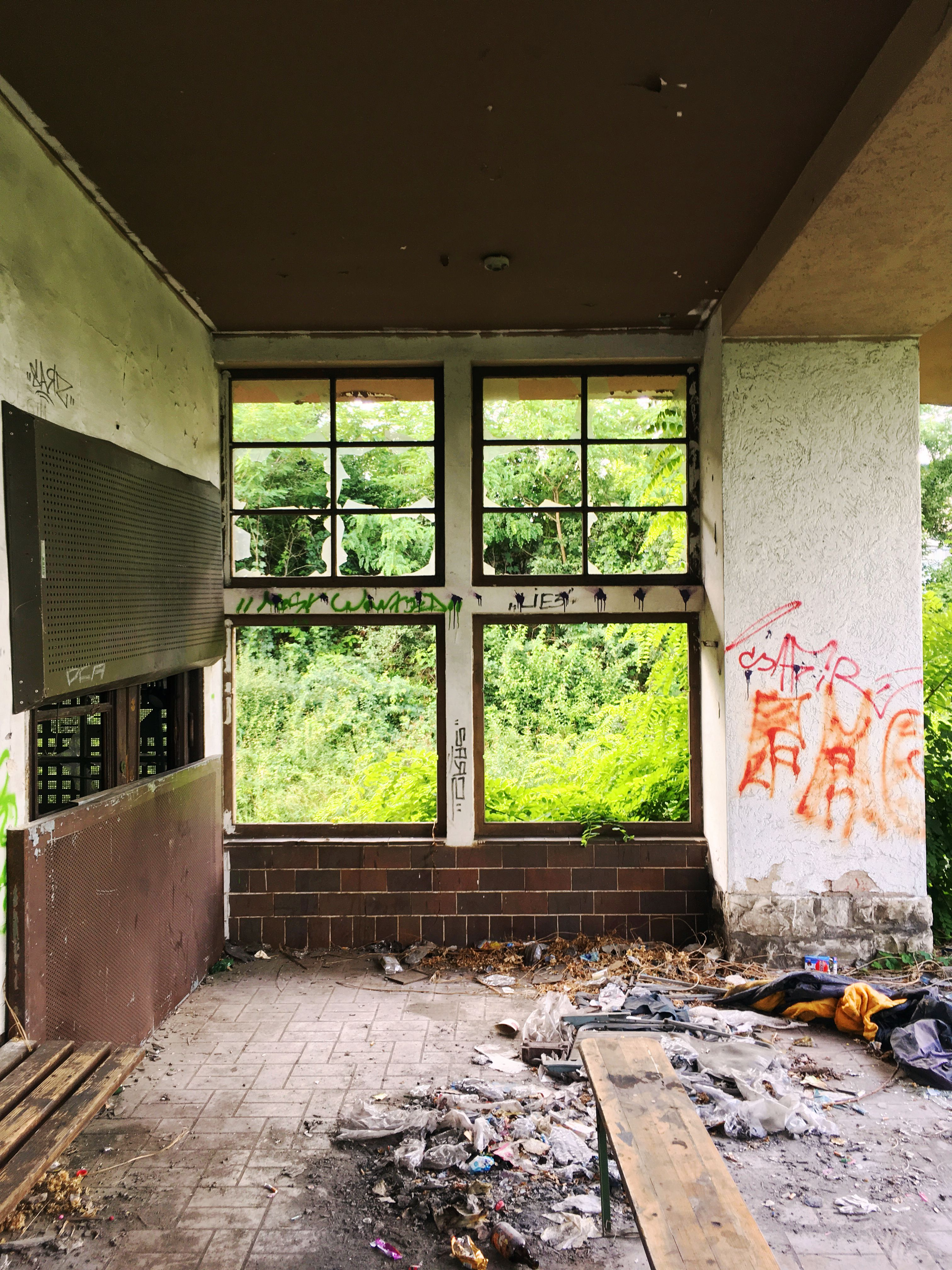
Wartebereich auf dem Bahnsteig
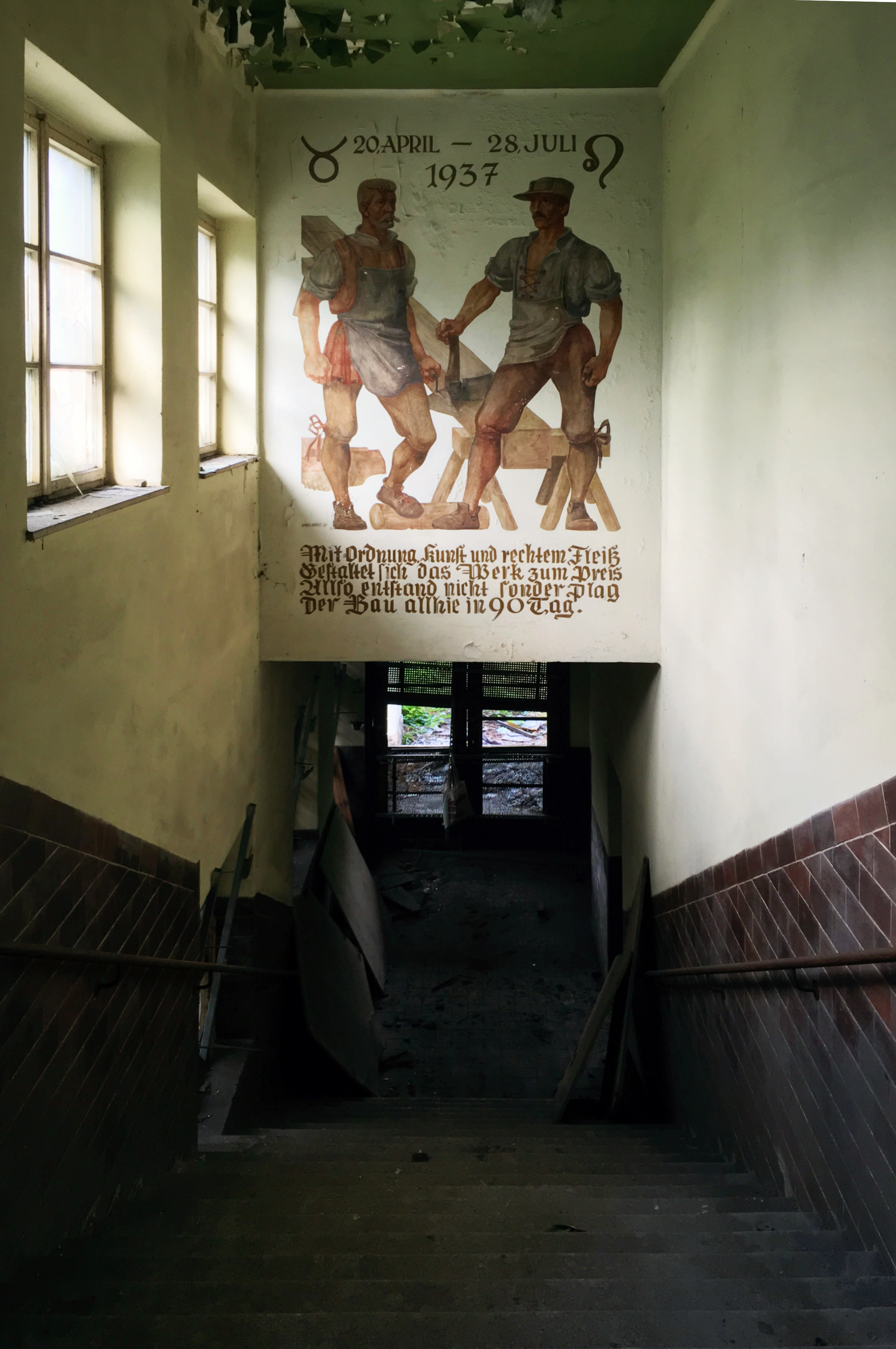
Treppenabgang zum Bahnsteig mit Wandgemälde von Karl Gries
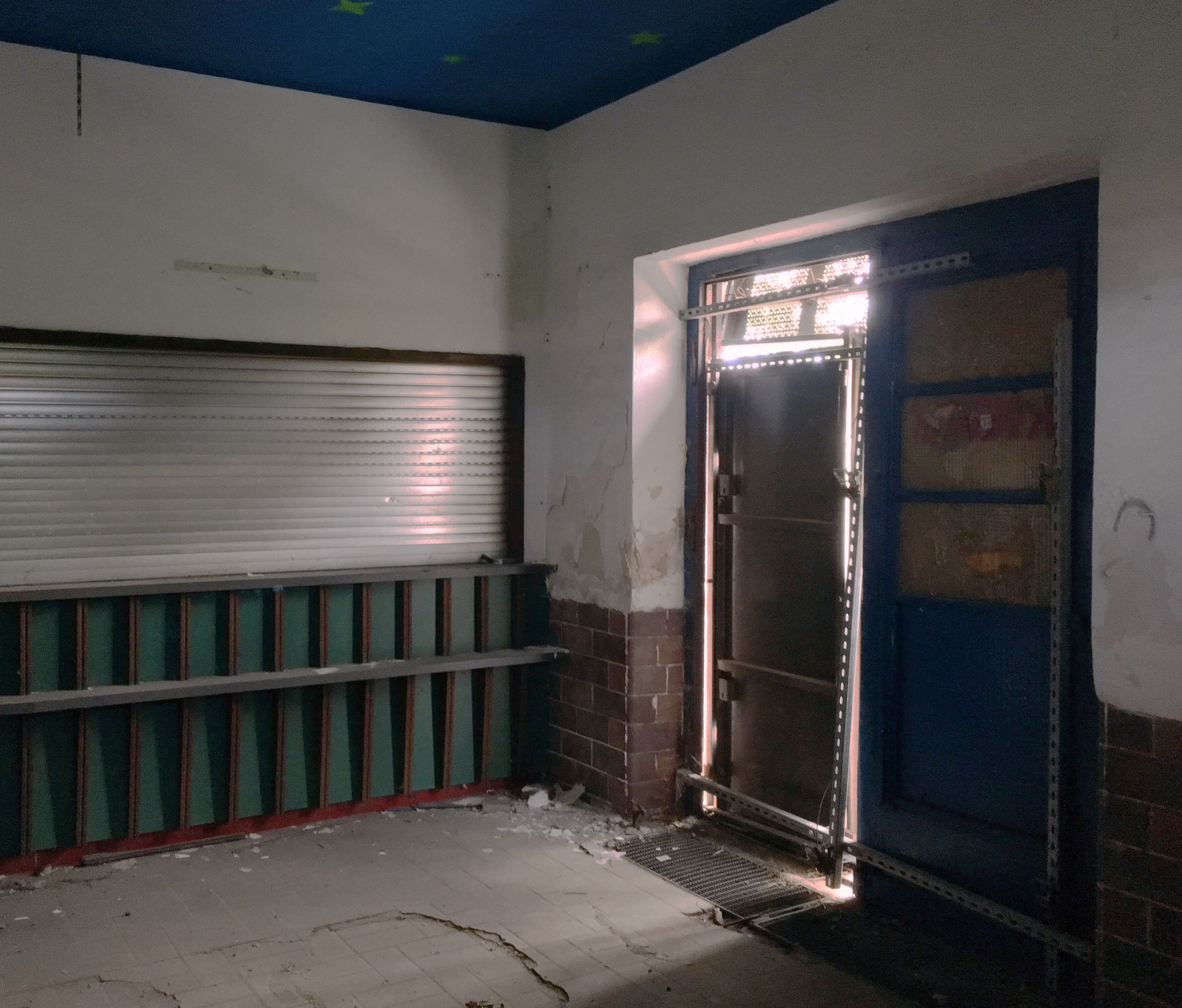
Eingangsbereich des Empfangsgebäudes zur Zugangsbrücke
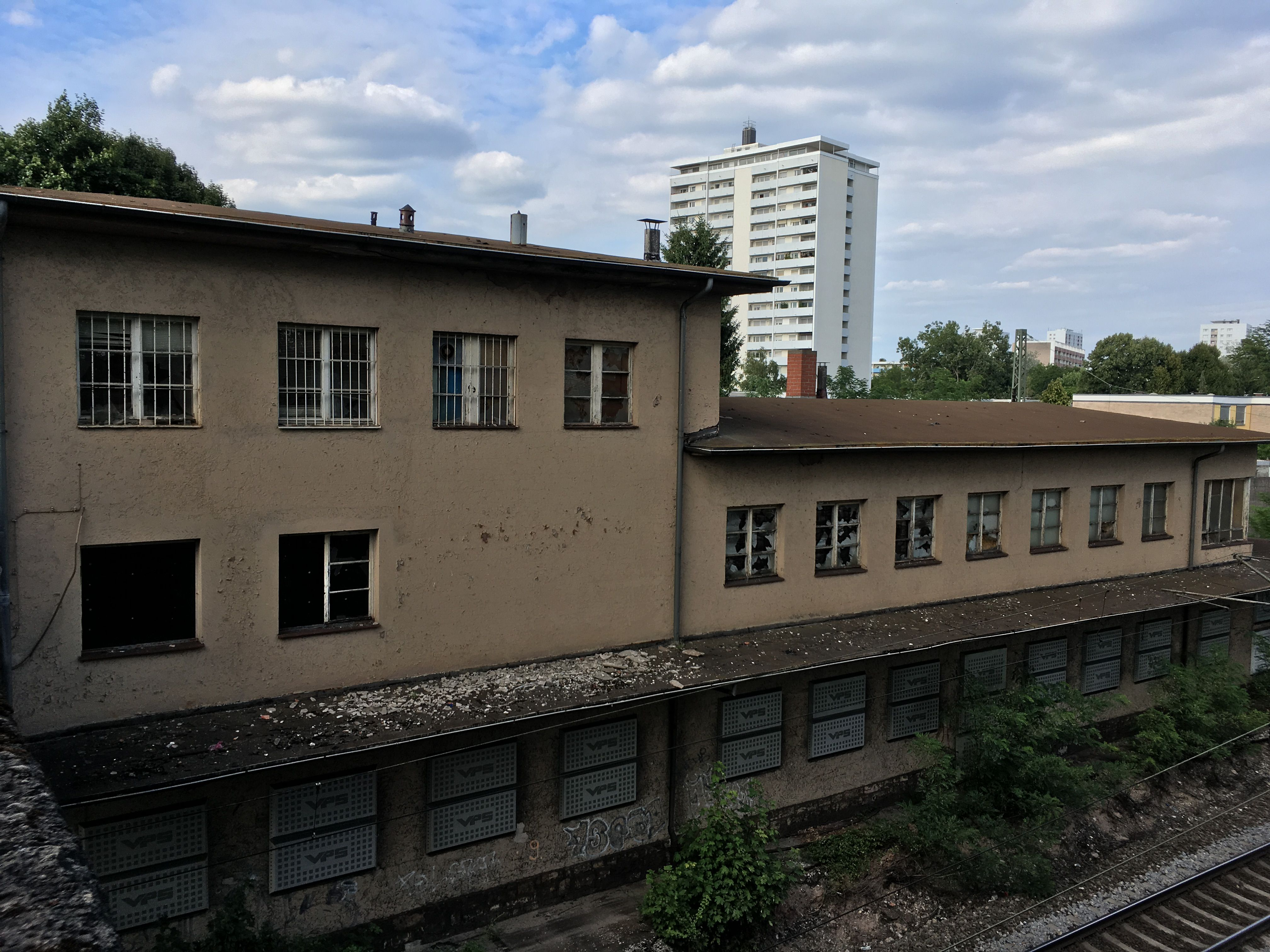
Empfangsgebäude von der Zugangsbrücke aus
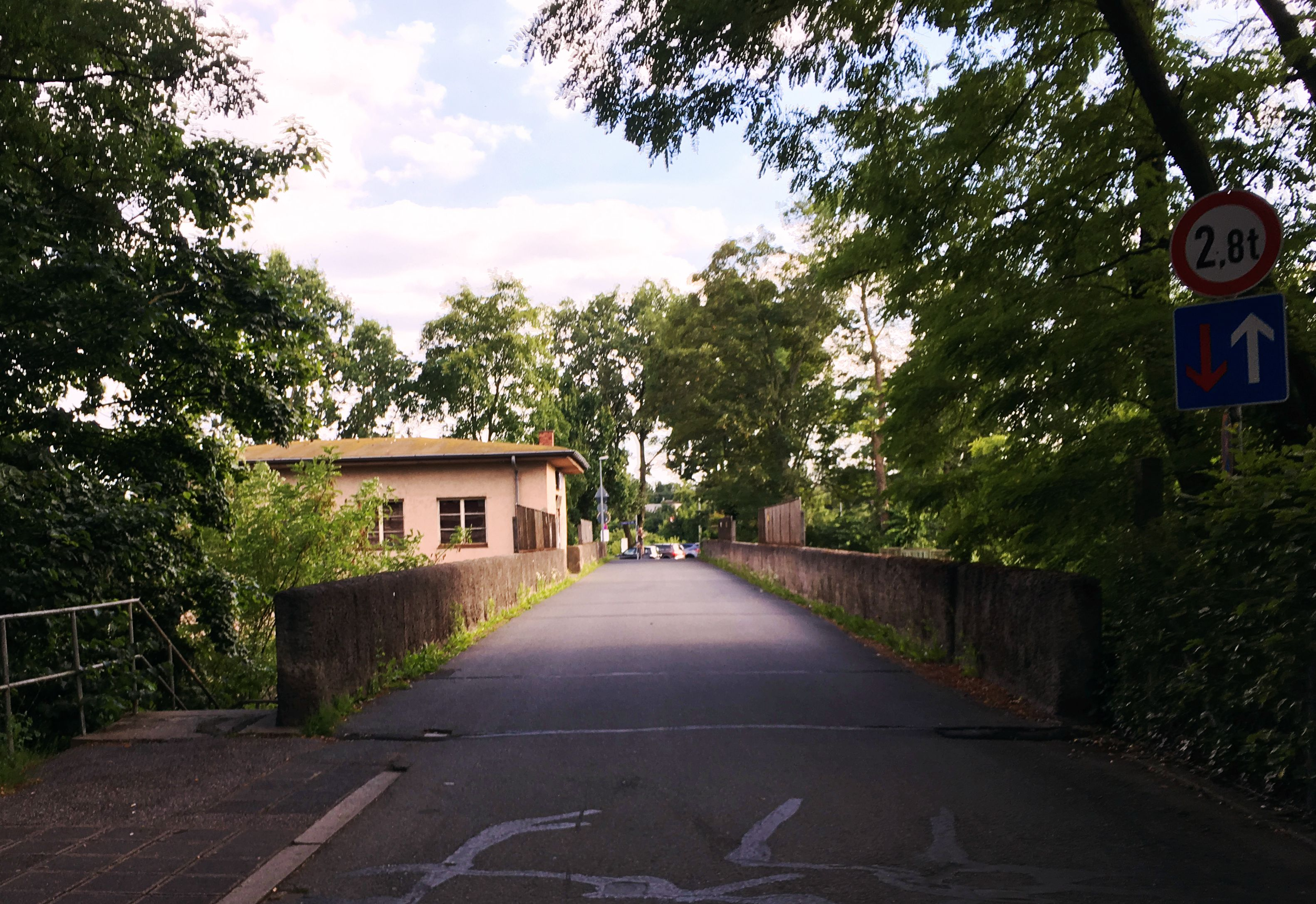
Zugangsbrücke zum Empfangsgebäude